# جون کریستی
جون کریستی (انگلیسی: June Christy؛ ۲۰ نوامبر ۱۹۲۵ – ۲۱ ژوئن ۱۹۹۰) یک موسیقی‌دان اهل ایالات متحده آمریکا بود.